# 伊朗伊斯兰共和国通讯社
伊朗伊斯兰共和国通讯社（波斯語：خبرگزاري جمهوري اسلامي ايران），是伊朗的官方通讯社之一，前身为1934年成立的波斯通讯社，1979年伊朗伊斯兰革命后改为现名，总社设在德黑兰，2019年8月26日開通中文介面主頁。